# Biblioteca de l'Assemblea Nacional de Veneçuela
La Biblioteca de l'Assemblea Nacional (BAN) de Veneçuela, situada a Caracas, Districte Capital, específicament dins del Palau Federal Legislatiu, fundada el 26 de juny de 2006, sota el nom de "Luis Beltrán Prieto Figueroa" amb ajuda de la Biblioteca Nacional.
És un servei de l'Assemblea Nacional que ajuda com centre d'informació a la Cambra de Diputats. La Biblioteca realitza assessories als parlamentaris en el camp de les ciències socials, del dret, de la legislació, de la història de la llei i del desenvolupament social, econòmic, polític i cultural de Veneçuela.
Entre les responsabilitats de la BAN, es troba el de mantenir i assegurar el lliure accés de la llei veneçolana actualitzada. Proveeix als parlamentaris i els seus equips de treball assessoria a través de minutes, informes, taules d'anàlisis i seminaris tancats. Recopila retallades i informació de premsa, ofereix serveis a través de diversos recursos d'informació, tant electrònics com físics, a més conserva una data de totes les lleis veneçolanes.